# Milgramov pokus
Milgramov pokus (engl. Milgram experiment) je niz psiholoških pokusa, koji su prvi put provedeni 1961. u New Havenu. Pokuse je razvio psiholog Stanley Milgram za testiranje spremnosti prosječnih osoba suprotstavljanju ili odbijanja poslušnosti uputama autoritarnoj osobi ako stoje u izravnoj suprotnosti s njihovom savješću ili aktom koji bi kršio vlastita moralna načela.
Milgramov pokus je prvotno razvijen u potrazi za socijalno psihološkim objašnjenjem zločina iz doba nacionalsocijalizma. Osim toga pokus je trebao provjeriti teoriju "Germans are different" ("Nijemci su drugačiji" koja se je temeljila na pretpostavci da Nijemci imaju osobnost posebne poslušnosti prema nadređenima).
Pokusi su doveli do šokantnog zaključka. Znatan broj osoba su obavljale ono što se tražilo od njih, i nisu se suprotstavili prirodi akta ili prigovorima savjesti, dok se samo činilo da naredbe dolaze od legitimnih autoriteta. 
65% sudionika bi koristili smrtonosan intenzitet električnog udara.

## Oblik pokusa
Cijeli pokus bio je izveden kao igra u kojoj su svi sudionici osim osobe nad kojom se vodi pokus znali o čemu se radi.
Pokus je bio, da "učitelj" svojim "studentu" za svaku grešku u sastavu parova riječi zadaje strujni udar. Napon je povećan nakon svake pogreške, za 15 volta. U stvarnosti iskusni glumac nije zadobivao strujni udar.
Kad je napon dosegao 150 V, glumac je pitao smije li biti pušten iz svoje stolice, jer ne može bol više izdržati. Nasuprot tome,  eksperimentator je od testirane osobe zatražio da treba nastaviti za dobrobit znanosti. Kad je "učitelj", izrazio sumnju ili rekao da ne želi dalje ići, eksperimentator ga je uvjeravao s četiri standardizirane rečenice da nastavi. Rečenice su govorili zaredom:
- 1: "Molim Vas nastavite!"
- 2: "Pokus zahtijeva da nastavite!"
- 3: "Morate nastaviti!"
- 4: "Nemate izbora, morate nastaviti!"

## TV pokus 2009.
U proljeće 2009. pokus je koristeći "autoritet televizije", umjesto na znanstvenoj razini izveden u okviru televizijske igre, a ponovljeno je i 18. ožujka 2010. Po prvi put je emitirana u večernjem programu (uz napomenu: nije za djecu ispod 12 godina) na televizijkoj postaji France 2 nakon čega je slijedila rasprava. U tom pokusu 80% ispitanika je pristalo na uporabu najviše razine električnog napona pri kažnjavanju.

## Vanjske poveznice
- Milgram Experiment (Derren Brown)